# Jahrbuch für Philosophie und phänomenologische Forschung
Jahrbuch für Philosophie und phänomenologische Forschung (Årsskrift for filosofi og fænomenologisk forskning) er et filosofisk tidsskrift om fænomenologi, der udkom i Tyskland 1913-1930. Udgivet af Edmund Husserl. Halle a. S. på Max Niemeyer Verlag. Redaktører Oskar Becker (Freiburg), Moritz Geiger (München), Martin Heidegger (Freiburg), Alexander Pfänder (München), Adolf Reinach (Göttingen), Max Scheler (Berlin).
Tidsskrevet indeholdt meget vigtige fænomenologiske tekster, inklusive Max Schelers Formalismen i etikken og den materiale værdietik, Husserls Ideer og Heideggers Væren og tid (Sein und Zeit).
| År                     | Forfatter               | Titel (tysk)                                                                                  | Titel (dansk)                                                                            |
| ---------------------- | ----------------------- | --------------------------------------------------------------------------------------------- | ---------------------------------------------------------------------------------------- |
| 1913 (Bind I, 1. del.) | ?                       | Vorwort                                                                                       | Forord                                                                                   |
| 1913 (Bind I, 1. del.) | Edmund Husserl          | Ideen I                                                                                       | Ideer I                                                                                  |
| 1913 (Bind I, 1. del.) | Alexander Pfänder       | Zur Psychologie der Gesinnungen I                                                             | Om sindelagets psykologi                                                                 |
| 1913 (Bind I, 2. del.) | -                       | Vorwort                                                                                       |                                                                                          |
| 1913 (Bind I, 2. del.) | Max Scheler             | Der Formalismus in der Ethik und die materiale Wertethik I                                    | Formalismen i etikken og den materiale værdietik I                                       |
| 1913 (Bind I, 2. del.) | Moritz Geiger           | Beiträge zur Phänomenologie des ästetischen Genusses                                          | Bidrag til den æstetiske nydelses fænomenologi                                           |
| 1916 (Bind II.)        | -                       | Vorwort                                                                                       |                                                                                          |
| 1916 (Bind II.)        | Paul Ferdinand Linke    | Phänomenologie und Experiment in der Frage der Bewegungsauffassung                            | Fænomenologi og eksperiment vedrørende spørgsmålet om opfattelsen af bevægelser          |
| 1916 (Bind II.)        | Max Scheler             | Der Formalismus in der Ethik und die materiale Wertethik II                                   | Formalismen i etikken og den materiale værdietik II                                      |
| 1916 (Bind III.)       | -                       | Vorwort                                                                                       |                                                                                          |
| 1916 (Bind III.)       | Alexander Pfänder       | Zur Psychologie der Gesinnungen II                                                            | Om sindelagets psykologi II                                                              |
| 1916 (Bind III.)       | Dietrich von Hildebrand | Die Idee der sittlichen Handlung                                                              | Den sædelige handlings ide                                                               |
| 1916 (Bind III.)       | H. Ritzel               | Ueber analytische Urteile                                                                     | Om analytiske domme                                                                      |
| 1916 (Bind III.)       | Hedwig Conrad-Martius   | Zur Ontologie und Erscheinungslehre der realen Aussenwelt                                     | Om den reale ydre verdens ontologi og oplevelseslogik                                    |
| 1921 (Bind IV.)        | -                       | Vorwort                                                                                       |                                                                                          |
| 1921 (Bind IV.)        | Moritz Geiger           | Fragment über den Begriff des Unbewussten und die psychische Realität                         | Fragment om det ubevidstes og den psykiske realitets begreb                              |
| 1921 (Bind IV.)        | Alexander Pfänder       | Logik                                                                                         | Logik                                                                                    |
| 1921 (Bind IV.)        | Jean Hering             | Bemerkungen über das Wesen, die Wesenheit und die Idee                                        | Bemærkninger om essensen, essensheden og ideen                                           |
| 1921 (Bind IV.)        | Roman Ingarden          | Ueber die Gefahr einer Petitio principii in der Erkenntnistheorie                             | Om faren for en petitio principii i erkendelsesteorien                                   |
| 1922 (Bind V.)         | -                       | Vorwort                                                                                       |                                                                                          |
| 1922 (Bind V.)         | Edith Stein             | Beiträge zur philosophischen Begründung der Psychologie und der Geisteswissenschaften         | Bidrag til den filosofiske begrundelse af psykologien og humaniora                       |
| 1922 (Bind V.)         | Roman Ingarden          | Intuition und Intellekt bei H. Bergson                                                        | Intuition og intellekt hos H. Bergson                                                    |
| 1922 (Bind V.)         | Dietrich von Hildebrand | Sittlichkeit und ethische Werturteile                                                         | Sædelighed og etiske værdidomme                                                          |
| 1922 (Bind V.)         | Alexandre Koyré         | Bemerkungen zu den Zenonischen Paradoxen                                                      | Bemærkninger om Zenos paradokser                                                         |
| 1923 (Bind VI.)        | -                       | Vorwort                                                                                       |                                                                                          |
| 1923 (Bind VI.)        | Gerda Walther           | Zur Ontologie der sozialen Gemeinschaften                                                     | Om sociale fællesskabers ontologi                                                        |
| 1923 (Bind VI.)        | Hedwig Conrad-Martius   | Realontologie                                                                                 | Realontologi                                                                             |
| 1923 (Bind VI.)        | Fritz London            | Ueber die Bedingungen der Moglichkeit einer deduktiven Theorie                                | Om betingelserne for muligheden af en deduktionsteori                                    |
| 1923 (Bind VI.)        | Oskar Becker            | Beiträge zur phänomenologischen Begründung der Geometrie und ihrer physikalischen Anwendungen | Bidrag til den fænonemologiske begrundelse af geometrien og dens fysikaliske anvendelser |
| 1923 (Bind VI.)        | Hans Lipps              | Die Paradoxien der Mengenlehre                                                                | Mængdelærens paradokser                                                                  |
| 1925 (Bind VII.)       | -                       | Vorwort                                                                                       |                                                                                          |
| 1925 (Bind VII.)       | Edith Stein             | Eine Untersuchung über den Staat                                                              | En undersøgelse af staten                                                                |
| 1925 (Bind VII.)       | Roman Ingarden          | Essentiale Fragen. Ein Beitrag zu dem Wesensproblem                                           | Essentielle spørgsmål. Et bidrag til væsensproblemet                                     |
| 1925 (Bind VII.)       | Dietrich Mahnke         | Leibnizens Synthese von Universalmathematik und Individualmetaphysik                          | Leibniz' syntese af universalmatematik og individualmetafysik                            |
| 1925 (Bind VII.)       | Arnold Metzgern         | Der Gegenstand der Erkenntnis. Studien zur Phänomenologie des Gegenstandes, I. Teil.          | Erkendelsens genstand. Studier af genstandens fænomenologi, I. del                       |
| 1927 (Bind VIII.)      | -                       | Vorwort                                                                                       |                                                                                          |
| 1927 (Bind VIII.)      | Martin Heidegger        | Sein und Zeit I.                                                                              | Væren og tid I.                                                                          |
| 1927 (Bind VIII.)      | Oskar Becker            | Mathematische Existenz                                                                        | Matematisk eksistens                                                                     |
| 1928 (Bind IX.)        | -                       | Vorwort                                                                                       |                                                                                          |
| 1928 (Bind IX.)        | Fritz Kaufmann          | Philosophie des Grafen Paul Yorck von Wartenburg                                              | Grev Paul York von Wartenburgs filosofi                                                  |
| 1928 (Bind IX.)        | Ludwig Landgrebe        | Wilhelm Diltheys Theorie der Geisteswissenschaften                                            | Wilhelm Diltheys teori om åndsvidenskaberne                                              |
| 1928 (Bind IX.)        | Edmund Husserl          | Vorlesungen zur Phänomenologie des inneren Zeitbewusstseins (hsg. M. Heidegger)               | Forelæsninger om den indre tidsbevidstheds fænomenologi (udg. M. Heidegger)              |
| 1929 (Bind X)          | -                       | Vorwort                                                                                       |                                                                                          |
| 1929 (Bind X)          | Edmund Husserl          | Formale und Transcendentale Logik                                                             | Formal og transcendental logik                                                           |
| 1929 (Bind X)          | Christopher V. Salmon   | The Central Problem of David Hume's Philosophy                                                | Den centrale problem i David Humes filosofi                                              |
| 1929 (Festskrift.)     | -                       | Vorwort                                                                                       |                                                                                          |
| 1929 (Festskrift.)     | H. Amman                | Zum deutschen Impersonale                                                                     | Om det tyske upersonale                                                                  |
| 1929 (Festskrift.)     | Oskar Becker            | Von der Hinfälligkeit des Schönen und der Abenteuerlichkeit des Künstlers                     | Om det skønnes skrøbelighed og kunstnerens eventyrlighed                                 |
| 1929 (Festskrift.)     | Ludwig Ferdinand Claus  | Das Verstehen des sprachlichen Kunstwerks                                                     | Forståelsen af det sproglige kunstværk                                                   |
| 1929 (Festskrift.)     | Martin Heidegger        | Vom Wesen des Grundes                                                                         | Om grundens væsen                                                                        |
| 1929 (Festskrift.)     | Gerhart Husserl         | Recht und Welt                                                                                | Ret og verden                                                                            |
| 1929 (Festskrift.)     | Roman Ingarden          | Bemerkungen zum Problem "Idealismus-Realismus"                                                | Bemærkninger om problemet "Idealisme-Realisme"                                           |
| 1929 (Festskrift.)     | Fritz Kaufmann          | Die Bedeutung der künstlerischen Stimmung                                                     | Betydningen af den kunstneriske stemning                                                 |
| 1929 (Festskrift.)     | Alexandre Koyré         | Die Gotteslehre Jacob Bömes                                                                   | Jacob Böhmes teologi                                                                     |
| 1929 (Festskrift.)     | Hans Lipps              | Das Urteil                                                                                    | Dommen                                                                                   |
| 1929 (Festskrift.)     | Fr. Neumann             | Die Sinneinheit des Satzes und das indogermanische Verbum                                     | Sætningens meningsenhed og det ingogermanske verbum                                      |
| 1929 (Festskrift.)     | Edith Stein             | Husserls Phänomenologie und die Philosophie des heiligen Thomas v. Aquino.                    | Husserls fænomenologi og den hellige Thomas Aquinas' filosofi                            |
| 1929 (Festskrift.)     | Hedwig Conrad-Martius   | Farben. Ein Kapitel aus der Realontologie                                                     | Farver. Et kapitel fra realontologien                                                    |
| 1930 (Bind XI.)        | Herbert Spiegelberg     | Ueber das Wesen der Idee                                                                      | Om ideens væsen                                                                          |
| 1930 (Bind XI.)        | Eugen Fink              | Vergegenwärtigung und Bild                                                                    | Nærvær og billede                                                                        |
| 1930 (Bind XI.)        | H. Mörchen              | Die Einbildungskraft bei Kant                                                                 | Fantasien hod Kant                                                                       |
| 1930 (Bind XI.)        | Oskar Becker            | Zur Logik der Modalitäten                                                                     | Om modaliteternes logik                                                                  |
| 1930 (Bind XI.)        | Edmund Husserl          | Nachwort zu meinen "Ideen zu einer reinen Phänomenologie und phänomenologischen Philosophie"  | Efterord til min "Ideer til en ren fænomenologi og fænomenologisk filosofi               |